# Ysabella Brave
Ysabella Brave (Califórnia, 4 de dezembro de 1979) é uma cantora, compositora e personalidade norte-americana do YouTube, contratada da Cordless Recordings, uma divisão da Warner Music Group. Ela foi descoberta através da popularidade de seus canais no YouTube, Ysabella Brave e ysabellabravetalk.

## Carreira
Ysabella assinou contrato com a gravadora Cordless Recordings, um selo eletrônico da Warner Music Group.
Ysabella é mencionada no livro YouTube for Dummies, escrito por Doug Sahlin e Chris Botello e publicado pela Wiley Publishing. Ela também aparece no livro 15 Minutes of Fame: Becoming a Star in the YouTube Revolution, escrito por Frederick Levy. Ysabella, durante sua carreira como cantora, trabalhou como analista de fraude no Yahoo! e estudou na San Jose State University.
Ela também foi finalista no concurso Miss Horrorfest 2006 e passou por outras experiências no show business ao longo de sua vida.

### Vídeos do YouTube
Ysabella é uma personalidade do YouTube. Ela postou seus primeiros vídeos cantando no YouTube em 14 de julho de 2006. A maioria de suas canções é acompanhada por faixas pré-gravadas, mas algumas são a capella . Seus gêneros musicais incluem blues, jazz, o Great American Songbook, rock, soul, R&B e música pop, entre outros, bem como algumas de suas próprias letras e músicas originais.
Depois de mais de um ano postando vídeos regularmente, Ysabella conquistou um grande número de inscritos no YouTube. Seu canal Ysabella Brave tem 34.281 inscritos. Os vídeos dela tiveram mais de 9.338.637 visualizações, em 26 de setembro de 2007. 
O segundo canal de Ysabella no YouTube, ysabellabravetalk, foi criado em 25 de fevereiro de 2007, para separar seus vídeos de música e comédia daqueles em que ela mostra suas opiniões pessoais sobre assuntos levantados por seus espectadores e seus vlogs. O primeiro vídeo em seu canal de conversa foi postado em 4 de março de 2007. Em 16 de outubro de 2010, seu segundo canal tinha 13.701 assinantes.
O vídeo mais popular de Ysabella é "Everyday Bravery", postado em seu canal ysabellabravetalk. O vídeo possui atualmente 828.365 visualizações (20 de agosto de 2013).